# Encyclia spiritusanctensis
Encyclia spiritusanctensis é uma vigorosa espécie de orquídea rupícola que vegeta no norte do Espírito Santo.

## Características
Planta com pseudobulbos ovóide-fusiformes de quinze centímetros de altura com duas ou três folhas linear-lanceoladas de quarenta centímetros de comprimento por dois centímetros de largura, de cor verde-olivácea.
Inflorescências eretas de mais de dois metros de altura, sem ramificações e portando flores distanciadas umas das outras até quinze centímetros. Flores de seis centímetros de diâmetro de cor rosa-violácea. Labelo trilobado com lóbulo central bem largo e apresentando estrias longitudinais de cor púrpura.
Descoberta por Hermann Kundegraber, de São Paulo, floresce no verão.